# Midajah
Melinda Midajah Flores (Seattle, 23 de marzo de 1970), conocida profesionalmente como Midajah, es una modelo de fitness, entrenadora personal, actriz, ex luchadora profesional y valet estadounidense. Es conocida por sus apariciones para World Championship Wrestling entre 1999 y 2001

## Carrera como nutricionista y entrenadora personal
McCullum obtuvo una certificación en entrenamiento personal y nutrición en 1994. Posteriormente fue entrenadora personal de fitness con varias empresas. Además, trabajó con una empresa de suplementos de culturismo, en ferias y como comercial.
Entre 1997 y 2000, McCullum fue modelo de portada de revistas de fitness como Iron Man, MuscleMag y Muscular Development.

## Carrera profesional

### World Championship Wrestling (1999–2001)
En 1999, el agente de McCullum, Rich Minzer, le presentó a Terry Taylor, un agente de la promoción de lucha libre profesional World Championship Wrestling, que estaba reclutando modelos de fitness. Posteriormente, Taylor contrató a McCullum para que sirviera de valet en el stable New World Order.
McCullum se unió a World Championship Wrestling en diciembre de 1999. Tras entrenar en la escuela de lucha Power Plant de la empresa, McCullum debutó en la lucha profesional en el año 2000 con el nombre de Midajah (su segundo nombre) como parte de un grupo de modelos de fitness (Tylene Buck, April Hunter, Shakira y Pamela Paulshock) conocido como las nWo Girls. Midajah y Shakira pronto pasaron a ser las ayudantes de Scott Steiner, quien las apodó sus "Freaks". Después de que Shakira dejara la WCW, McCullum se convirtió en la valet principal de Steiner y pasó a formar parte de las Magnificent Seven. Apareció en el último episodio de Nitro en la esquina de Steiner cuando éste fue derrotado por Booker T.
Después de que la WCW fuera adquirida por la World Wrestling Federation (WWF) en marzo de 2001, Midajah pasó a participar en competiciones de fitness y a modelar para revistas de fitness como Muscle & Fitness.

### World Wrestling All-Stars and Ultimate Pro Wrestling (2002–2003)
En 2002, McCullum se unió a World Wrestling All-Stars y retomó la dirección de Scott Steiner y también comenzó a dirigir a Perry Saturn. Durante su estancia en la WWA, Midajah debutó en el ring el 7 de abril de 2002, donde derrotó a Queen Bee en un combate individual. El 10 de abril, Midajah derrotó a Chantelle en un combate de sujetador y bragas. El 12 de abril, Midajah ganó su último combate al derrotar a Queen Bee en un combate en traje de noche. Después de la disolución de la WWA, McCullum pasó algún tiempo en Ultimate Pro Wrestling, donde se entrenó en su escuela de lucha libre antes de dejar la profesión por completo.

## Vida personal
McCullum estuvo casada con el culturista estadounidense Michael O'Hearn. Actualmente está casada con Kevin Flores.
McCullum es la mayor de cuatro hermanos y tiene ascendencia noruega, irlandesa, española y francesa. Fue a la escuela tanto en Estados Unidos como en México. Mientras crecía, participó en concursos de belleza y trabajó como actriz infantil.
McCullum habla español con fluidez y ha trabajado como intérprete.